# Allée de la Tour - Rendez-Vous (tramway d’Île-de-France)
Allée de la Tour - Rendez-Vous vasútállomás Franciaországban, Villemomble településen.

## Vasútvonalak
Az állomást az alábbi vasútvonalak érintik:
- Bondy–Aulnay-sous-Bois-vasútvonal
- 4-es villamos

## Kapcsolódó állomások
A vasútállomáshoz az alábbi állomások vannak a legközelebb:
- Les Coquetiers (Bondy, 4-es villamos)
- Les Pavillons-sous-Bois (Aulnay-sous-Bois (tram), 4-es villamos)